# 12 Lacertae
12 Lacertae è una stella della costellazione della Lucertola, situata nella parte meridionale della costellazione.
È una variabile beta Cephei, con oscillazioni di magnitudine fra 5,16 e 5,28. Sono riportati in letteratura ben 6 periodi secondari di oscillazioni di magnitudine, compresi fra 0,095109 giorni e 0,23583 giorni.
È anche una binaria spettroscopica, nota come S 815; la sua compagna è di magnitudine 9,2, classe spettrale A3 V, separata dalla primaria da 69 secondi d'arco, con un angolo di posizione di 16°, misurata in 7 osservazioni fra il 1825 e il 1925.

## Fonti
- (EN) Cataloghi stellari, su alcyone.de. URL consultato il 13 gennaio 2008 (archiviato dall'url originale il 30 aprile 2016).
- (EN) Scenta, su scenta.co.uk. URL consultato il 13 gennaio 2008 (archiviato dall'url originale il 21 giugno 2006).
- Software astronomico Megastar 5.0